# 小西紀行
小西 紀行（こにし のりゆき、10月3日 - ）は、日本の漫画家。長崎県島原市出身。『コロコロコミック』系列誌で活動している。
1997年、『月刊少年ジャンプ』にて『E-CUFF』でデビュー。2014年、『妖怪ウォッチ』で講談社漫画賞・小学館漫画賞受賞。

## 作品リスト

### 漫画作品
- リトル 〜神様修行中〜（原作：えんどコイチ）
- 忍者ハグレ（短編集）
- のってけ!野郎 アムドライバージェナス爆闘伝（『月刊コロコロコミック』2004年6月号 - 2005年2月号）
- オッス!ムシキングッス!!（『別冊コロコロコミック』・『てれびくん』2005年2月号 - 2006年8月号）
- 西遊記ヒーローGo空伝! → ゴゴゴ西遊記 新悟空伝（『月刊コロコロコミック』2006年1月号 - 2012年4月号）
- 超変身ギャグ外伝!!駈斗戦士 仮面ライダーズ（『コロコロイチバン!』第12号 - 24号）
- 二ノ国 〜オリバー旅立ちの章〜（『コロコロG』2010冬号）
- 新・光神話 パルテナの鏡（『月刊コロコロコミック』2012年4月号）
- 小悪魔王伝 戦コレ!（『週刊少年サンデー』2012年19号 - 41号）
- 妖怪ウォッチ（『月刊コロコロコミック』2013年1月号 - 2023年1月号・『別冊コロコロコミック』2013年8月号 - 2023年4月号・『コロコロイチバン!』2014年1月号 - 2023年6月号）
  - 映画妖怪ウォッチ 誕生の秘密だニャン!（『月刊コロコロコミック』2014年10月号 - 2015年1月号）
  - 映画妖怪ウォッチ エンマ大王と5つの物語だニャン! EP5特別編（『月刊コロコロコミック』2015年10月号 - 2016年1月号）
  - 映画妖怪ウォッチ 空飛ぶクジラとダブル世界の大冒険だニャン!（『月刊コロコロコミック』2016年10月号 - 2017年1月号）
  - 映画妖怪ウォッチ シャドウサイド 鬼王の復活（『月刊コロコロコミック』2017年10月号 - 2018年1月号）
  - 妖怪ウォッチ シャドウサイド（『月刊コロコロコミック』2018年5月号 - 2019年5月号）
  - 映画妖怪ウォッチ FOREVER FRIENDS（『月刊コロコロコミック』2018年10月号 - 2019年1月号）
  - 妖怪ウォッチJam 妖怪学園Y（『月刊コロコロコミック』2019年10月号 - 2021年1月号）
- アビコレ（『週刊コロコロコミック』2023年5月15日[3]）

### その他
- 長崎県島原市マスコットキャラクター「しまばらん」（2015年） - キャラクターデザイン[1]

## 師匠
- つの丸[4]